# NGC 4407
NGC 4407 é uma galáxia espiral barrada (SBab) localizada na direcção da constelação de Virgo. Possui uma declinação de +12° 36' 37" e uma ascensão recta de 12 horas, 26 minutos e 32,1 segundos.
A galáxia NGC 4407 foi descoberta em 17 de Abril de 1784 por William Herschel.